# 源義範
源 義範（みなもと の よしのり）は、平安時代後期の武士。源義綱の五男。

## 略歴
『尊卑分脈』には鳥羽天皇の皇后美福門院得子の判官代とあるが時代が合わない。
天仁2年（1109年）、河内源氏の棟梁であり、従兄弟でもある源義忠が暗殺されるという事件（源義忠暗殺事件）が発生し、兄・義明がその暗殺犯とされた。父・義綱はこれを受けて義範を含めた息子らと共に近江国甲賀山（鹿深山）へ立て籠もるという行動に出た。そこに棟梁を継いだ義忠の甥（弟とする説もある）源為義らが白河院からの追討命令を受けて攻めかかってきた。義範は兄達が次々に自害していくのを見て自らも切腹した。